# Aloe dabenorisana
Aloe dabenorisana är en grästrädsväxtart som beskrevs av Van Jaarsv. Aloe dabenorisana ingår i släktet Aloe och familjen grästrädsväxter. Inga underarter finns listade i Catalogue of Life.